# Postleitzahl (Jugoslawien)
Postleitzahlen wurden in Jugoslawien am 1. Januar 1971 eingeführt. Sie waren von Anfang an fünfstellig. Die erste Ziffer gab die Leitzonen an, die nach den jugoslawischen Teilrepubliken ausgerichtet waren. Die Leitzonen 1 bis 3 lagen in Serbien, 4 und 5 in Kroatien, 6 umfasste Slowenien, 7  Bosnien und Herzegowina, 8 Montenegro und 9 Mazedonien. Die ersten beiden Ziffern bezeichneten das Leitgebiet, bei dessen Hauptort zur Bildung der Postleitzahl drei Nullen angehängt wurden. In Abweichung zu der strikten Zuordnung zu den Teilrepubliken erhielt in den 1980er Jahren das Leitgebiet mit dem Hauptort Mostar die „montenegrinische“ Nummer 88.
Die ehemaligen jugoslawischen Postleitzahlen werden weiterhin in den Nachfolgestaaten Serbien und Montenegro verwendet. In Nordmazedonien hat man die erste Ziffer 9 gestrichen und verwendet die übrigen Ziffern als vierstellige Postleitzahlen. In Bosnien und Herzegowina wurden die Postleitzahlen an die Verwaltungsstrukturen angepasst. Die anderen Nachfolgestaaten Slowenien, Kroatien und Kosovo haben neue Postleitzahl-Systeme.

## Die Leitgebiete und ihre Hauptorte
Leitzone 1
| Leitgebiet | Hauptort  | Bemerkungen                                                                                              |
| ---------- | --------- | --- |
| 11         | Belgrad   | |
| 12         | Požarevac | |
| 14         | Valjevo   | |
| 15         | Šabac     | |
| 16         | Leskovac  | |
| 17         | Vranje    | Dieses Leitgebiet wurde erst später eingerichtet (spätestens 1985). Vranje hatte zunächst die PLZ 18500. |
| 18         | Niš       | |
| 19         | Zaječar   | |

Das Leitgebiet 13 wurde nicht eingerichtet.
Leitzone 2
| Leitgebiet | Hauptort          |
| ---------- | ----------------- |
| 21         | Novi Sad          |
| 22         | Sremska Mitrovica |
| 23         | Zrenjanin         |
| 24         | Subotica          |
| 25         | Sombor            |
| 26         | Pančevo           |

Die Leitzone 2 umfasst(e) die Vojvodina. Die Leitgebiete 27 bis 29 wurden nicht eingerichtet.
Leitzone 3
| Leitgebiet | Hauptort     |
| ---------- | ------------ |
| 31         | Titovo Užice |
| 32         | Čačak        |
| 34         | Kragujevac   |
| 35         | Zwetosarevo  |
| 36         | Kraljevo     |
| 37         | Kruševac     |
| 38         | Priština     |

Das Leitgebiet 38 umfasste den Kosovo. Die Leitgebiete 33 und 39 wurden nicht eingerichtet.
Leitzone 4
| Leitgebiet | Hauptort |
| ---------- | -------- |
| 41         | Zagreb   |
| 42         | Varaždin |
| 43         | Bjelovar |
| 44         | Sisak    |
| 47         | Karlovac |
| 48         | Gospić   |

Die Leitgebiete 45, 46 und 49 wurden nicht eingerichtet.
Leitzone 5
| Leitgebiet | Hauptort       |
| ---------- | -------------- |
| 50         | Dubrovnik      |
| 51         | Rijeka         |
| 52         | Pula           |
| 54         | Osijek         |
| 55         | Slavonski Brod |
| 56         | Vinkovci       |
| 57         | Zadar          |
| 58         | Split          |
| 59         | Šibenik        |

Das Leitgebiet 50 war das einzige in Jugoslawien, dessen Nummer als zweite Ziffer eine Null aufwies. Das Leitgebiet 53 wurde nicht eingerichtet.
Leitzone 6
| Leitgebiet | Hauptort      |
| ---------- | ------------- |
| 61         | Ljubljana     |
| 62         | Maribor       |
| 63         | Celje         |
| 64         | Kranj         |
| 65         | Nova Gorica   |
| 66         | Koper         |
| 68         | Novo mesto    |
| 69         | Murska Sobota |

Das Leitgebiet 67 wurde nicht eingerichtet.
Leitzone 7
| Leitgebiet | Hauptort   | Bemerkungen |
| ---------- | ---------- | --- |
| 71         | Sarajewo   | |
| 72         | Zenica     | |
| 73         | Goražde    | Dieses Leitgebiet wurde erst später eingerichtet (spätestens 1985). Goražde hatte zunächst die PLZ 71400.                                                                                          |
| 74         | Doboj      | |
| 75         | Tuzla      | |
| 76         | Brčko      | Dieses Leitgebiet wurde erst später eingerichtet (spätestens 1987). Brčko hatte zunächst die PLZ 75300.                                                                                            |
| 77         | Bihać      | |
| 78         | Banja Luka | |
| 79         | Prijedor   | Dieses Leitgebiet wurde so erst später eingerichtet (spätestens 1984). Vorher hatte das Leitgebiet 79 den Hauptort Mostar. Dieses bekam dann die Nummer 88. Prijedor hatte zunächst die PLZ 78300. |

Leitzone 8
| Leitgebiet | Hauptort     | Bemerkungen                                                                                           |
| ---------- | ------------ | --- |
| 81         | Titograd     | |
| 84         | Bijelo Polje | |
| 85         | Bar          | Dieses Leitgebiet wurde erst später eingerichtet (spätestens 1984). Bar hatte zunächst die PLZ 81350. |
| 88         | Mostar       | Dieses Leitgebiet hatte zunächst die Nummer 79 (längstens bis 1984).                                  |

Zeitweise gab es offenbar auch die Leitgebiete 82 mit dem Hauptort Kotor (PLZ zunächst 81330, sonst 85330), 83 Nikšić (PLZ sonst 81400) und 86 Budva (PLZ zunächst 81310, sonst 85310), was aber wieder rückgängig gemacht wurde.
Leitzone 9
| Leitgebiet | Hauptort | Bemerkungen                                                                                             |
| ---------- | -------- | --- |
| 91         | Skopje   | |
| 92         | Štip     | |
| 96         | Ohrid    | Dieses Leitgebiet wurde erst später eingerichtet (spätestens 1985). Ohrid hatte zunächst die PLZ 97300. |
| 97         | Bitola   | |

Weitere Leitgebiete gab es in dieser Leitzone (offenbar) nicht.

## Postleitzahl-Verzeichnisse
- Spisak postanskih brojeva jedinica postanske mreze SFR Jugoslavije, 1971
- Popis poštanskih brojeva u SFRJ, PTT, 1971
- Priručnik za primenu poštanskog broja, SFRJ, 1971.